# بولیرماران
بولیرماران (نام علمی: Bolyeriidae) نام یک تیره از فروراسته ناکورماریان است.